# جون بارتون (أستاذ جامعي)
جون بارتون (بالإنجليزية: John Barton)‏ هو كاهن أنجليكاني بريطاني، ولد في 17 يونيو 1948 في لندن الكبرى في المملكة المتحدة.